# Dominik Hrbatý
Dominik Hrbatý (Bratislava, Txecoslovàquia, 4 de gener de 1978) fou un tennista eslovac.

## Biografia
Fill d'un enginyer d'arquitectura i té una germà més petit que és àrbitre. De petit va practicar esquí arribant a competir en el campionat europeu júnior, però llavors es va centrar en el tennis.
Està casat amb Nelly Petrová, i es va declarar just després de guanyar la Copa Hopman 2009 amb Dominika Cibulková. Anteriorment ja havia guanyat aquest torneig l'any 2005 amb Daniela Hantuchová, esdevenint un dels pocs tennistes que ha repetit aquest títol.
Va anunciar la seva retirada l'any 2010 en ser pare per primera vegada. El 2012 va retornar al circuit professional temporalment, però sense èxit es va retirar definitivament el 2014.

## Palmarès

### Individual: 6 (6−7)
| Llegenda (pre/post 2009)                                 |
| -------------------------------------------------------- |
| Grand Slams (0−0)                                        |
| Tennis Masters Cup / ATP Finals (0−0)                    |
| ATP Masters Series / ATP World Tour Masters 1000 (0−2)   |
| ATP International Series Gold / ATP World Tour 500 (0−0) |
| ATP International Series / ATP World Tour 250 (6−5)      |

| Títols per superfície |
| --------------------- |
| Dura (4−3)            |
| Gespa (0−0)           |
| Terra batuda (2−3)    |
| Moqueta (0−1)         |

| Resultat  | Núm. | Data                   | Torneig                 | Superfície   | Oponent en la final | Marcador            |
| --------- | ---- | ---------------------- | ----------------------- | ------------ | ------------------- | ------------------- |
| Finalista | 1.   | 29 de setembre de 1997 | Palerm, Itàlia          | Terra batuda | Alberto Berasategui | 4−6, 2−6            |
| Guanyador | 1.   | 10 d'agost de 1998     | San Marino, San Marino  | Terra batuda | Mariano Puerta      | 6−2, 7−5            |
| Guanyador | 2.   | 26 d'abril de 1999     | Praga, República Txeca  | Terra batuda | Sláva Doseděl       | 6−2, 6−2            |
| Finalista | 2.   | 17 d'abril de 2000     | Montecarlo, Mònaco      | Terra batuda | Cédric Pioline      | 4−6, 6−7(3), 6−7(6) |
| Finalista | 3.   | 6 de novembre de 2000  | Sant Petersburg, Rússia | Dura (i)     | Marat Safin         | 6−2, 4−6, 4−6       |
| Finalista | 4.   | 20 de novembre de 2000 | Brighton, Regne Unit    | Dura (i)     | Tim Henman          | 2−6, 2−6            |
| Guanyador | 3.   | 8 de gener de 2001     | Auckland, Nova Zelanda  | Dura         | Francisco Clavet    | 6−4, 2−6, 6−3       |
| Finalista | 5.   | 6 de gener de 2003     | Auckland                | Dura         | Gustavo Kuerten     | 3−6, 5−7            |
| Guanyador | 4.   | 5 de gener de 2004     | Adelaida, Austràlia     | Dura         | Michaël Llodra      | 6−4, 6−0            |
| Guanyador | 5.   | 12 de gener de 2004    | Auckland (2)            | Dura         | Rafael Nadal        | 4−6, 6−2, 7−5       |
| Guanyador | 6.   | 23 de febrer de 2004   | Marsella, França        | Dura (i)     | Robin Söderling     | 4−6, 6−4, 6−4       |
| Finalista | 6.   | 15 de maig de 2004     | Casablanca, Marroc      | Terra batuda | Santiago Ventura    | 3−6, 6−1, 4−6       |
| Finalista | 7.   | 30 d'octubre de 2006   | París, França           | Moqueta (i)  | Nikolai Davidenko   | 1−6, 2−6, 2−6       |

### Dobles: 8 (2−6)
| Llegenda (pre/post 2009)                                 |
| -------------------------------------------------------- |
| Grand Slams (0−0)                                        |
| Tennis Masters Cup / ATP Finals (0−0)                    |
| ATP Masters Series / ATP World Tour Masters 1000 (1−1)   |
| ATP International Series Gold / ATP World Tour 500 (0−0) |
| ATP International Series / ATP World Tour 250 (1−5)      |

| Títols per superfície |
| --------------------- |
| Dura (1−2)            |
| Gespa (0−0)           |
| Terra batuda (1−2)    |
| Moqueta (0−2)         |

| Resultat  | Núm. | Data                   | Torneig                  | Superfície   | Parella           | Oponents en la final               | Marcador            |
| --------- | ---- | ---------------------- | ------------------------ | ------------ | ----------------- | ---------------------------------- | ------------------- |
| Finalista | 1.   | 21 de juliol de 1997   | Umag, Croàcia            | Terra batuda | Karol Kučera      | Dinu Pescariu Davide Sanguinetti   | 6−7, 4−6            |
| Finalista | 2.   | 3 d'agost de 1998      | Amsterdam, Països Baixos | Terra batuda | Karol Kučera      | Jacco Eltingh Paul Haarhuis        | 3−6, 2−6            |
| Finalista | 3.   | 20 de març de 2000     | Miami, Estats Units      | Dura         | Martin Damm       | Todd Woodbridge Mark Woodforde     | 3−6, 4−6            |
| Guanyador | 1.   | 8 de maig de 2000      | Roma, Itàlia             | Terra batuda | Martin Damm       | Wayne Ferreira Ievgueni Kàfelnikov | 6−4, 4−6, 6−3       |
| Finalista | 4.   | 2 d'octubre de 2000    | Hong Kong, Hong Kong     | Dura         | David Prinosil    | Wayne Black Kevin Ullyett          | 1−6, 2−6            |
| Finalista | 5.   | 23 d'octubre de 2000   | Basilea, Suïssa          | Moqueta (i)  | Roger Federer     | Donald Johnson Piet Norval         | 6−7(9), 6−4, 6−7(4) |
| Guanyador | 2.   | 10 de setembre de 2001 | Taixkent, Uzbekistan     | Dura         | Julien Boutter    | Marius Barnard Jim Thomas          | 6−4, 3−6, [13−11]   |
| Finalista | 6.   | 25 d'octubre de 2004   | Sant Petersburg, Rússia  | Moqueta (i)  | Jaroslav Levinský | Arnaud Clément Michaël Llodra      | 3−6, 2−6            |

### Equips: 2 (2−0)
| Resultat  | Núm. | Data               | Torneig                      | Superfície | Equip              | Oponents                     | Marcador |
| --------- | ---- | ------------------ | ---------------------------- | ---------- | ------------------ | ---------------------------- | -------- |
| Guanyador | 1.   | 1 de gener de 2005 | Hopman Cup, Perth, Austràlia | Dura (i)   | Daniela Hantuchová | Gisela Dulko Guillermo Coria | 3−0      |
| Guanyador | 2.   | 3 de gener de 2009 | Hopman Cup (2)               | Dura (i)   | Dominika Cibulková | Dinara Safina Marat Safin    | 2−0      |

## Trajectòria

### Individual
| Torneig | 1996 | 1997        | 1998        | 1999        | 2000  | 2001        | 2002        | 2003        | 2004  | 2005        | 2006        | 2007        | 2008 | 2009 | 2010 | Títols  | V – D   |
| --- | ---- | ----------- | ----------- | ----------- | ----- | ----------- | ----------- | ----------- | ----- | ----------- | ----------- | ----------- | ---- | ---- | ---- | ------- | ------- |
| Open d'Austràlia | A    | 4R          | 1R          | 1R          | 1R    | QF          | 4R          | 1R          | 3R    | QF          | 3R          | 3R          | A    | 3R   | A    | 0 / 1   | 21–11   |
| Roland Garros | A    | 1R          | 3R          | SF          | 2R    | 2R          | 1R          | 2R          | 2R    | 1R          | 3R          | 1R          | 1R   | A    | A    | 0 / 12  | 13–12   |
| Wimbledon | A    | 1R          | 1R          | 1R          | 2R    | 1R          | 1R          | 1R          | 3R    | 2R          | 1R          | 1R          | 1R   | A    | A    | 0 / 12  | 4–12    |
| US Open | A    | 1R          | 2R          | 1R          | 4R    | 2R          | 3R          | 2R          | QF    | 4R          | 1R          | 1R          | 1R   | A    | A    | 0 / 12  | 15–12   |
| Jocs Olímpics | A    | No celebrat | No celebrat | No celebrat | 1R    | No celebrat | No celebrat | No celebrat | 2R    | No celebrat | No celebrat | No celebrat | 2R   | NC   | NC   | 0 / 3   | 2 – 3   |
| Total Victòries–Derrotes                                                                                                  | 0−2  | 27−23       | 34−29       | 38−32       | 44−29 | 31−30       | 23−29       | 26−26       | 42−26 | 43−26       | 32−28       | 10−21       | 5−9  | 4−7  | 0−1  | 359–318 | 359–318 |
| Rànquing a final d'any | 78   | 40          | 46          | 21          | 17    | 36          | 51          | 61          | 14    | 18          | 21          | 136         | 253  | 141  | 417  |         |         |
| Llegenda: G: Guanyador; F: Finalista; SF: Semifinalista; QF: Quarts de final; Q: Qualificació; A: Absent; RR: Round Robin |      |             |             |             |       |             |             |             |       |             |             |             |      |      |      |         |         |

## Guardons
- ATP Newcomer of the Year (1996)